# Вагітність Адріани Сміт
Вагітність Адріани Сміт, жінки з штату Джорджія, США, є предметом поточної суперечки щодо медичної етики. Після невідкладної медичної допомоги в лютому 2025 року Сміт діагностували смерть мозку, але було виявлено продовження серцевої діяльності плода. За словами родини, лікарня заявила, що припинення штучного дихання Сміт порушить закон штату Джорджія про аборти. Тому на 9 тижні вагітності Сміт була підключена до апарату штучного дихання, щоб забезпечити достатній розвиток плода для пологів; у цьому питанні родина не мала вибору.
13 червня дитина Сміт народилася передчасно в результаті екстреного кесаревого розтину, хоча лікарня не повідомила причину цього. Сміт відключили від апарату штучного дихання через чотири дні, 17 червня.
Ця справа привернула увагу національних та міжнародних ЗМІ до обмежувальних законів щодо абортів у США після того, як Верховний суд скасував рішення у справі «Роу проти Вейда» у 2022 році. Це викликало дискусію щодо згоди та догляду наприкінці життя.

## Передісторія
Закон штату Джорджія про аборти, відомий як LIFE Act, обмежує аборти після виявлення серцебиття плода — на практиці це заборона на аборти після шести тижнів — за винятком випадків, коли було подано поліцейський протокол про інцест або зґвалтування, а також, для пізніших абортів, коли є аномалії плода або існує загроза життю матері. Закон, прийнятий у 2019 році, не міг бути введений в силу до рішення 2022 року у справі Доббс проти «Організації жіночого здоров'я Джексона», яке скасувало рішення Роу проти Вейда. Закон штату про аборти нещодавно привернув увагу національних ЗМІ під час президентських виборів 2024 року, коли кандидатка від Демократичної партії Камала Гарріс заявила, що смерті жінок з Джорджії Ембер Турман та Кенді Міллер, яких можна було уникнути, стали результатом заборони абортів у штаті та по всій країні.

## Вагітність і смерть

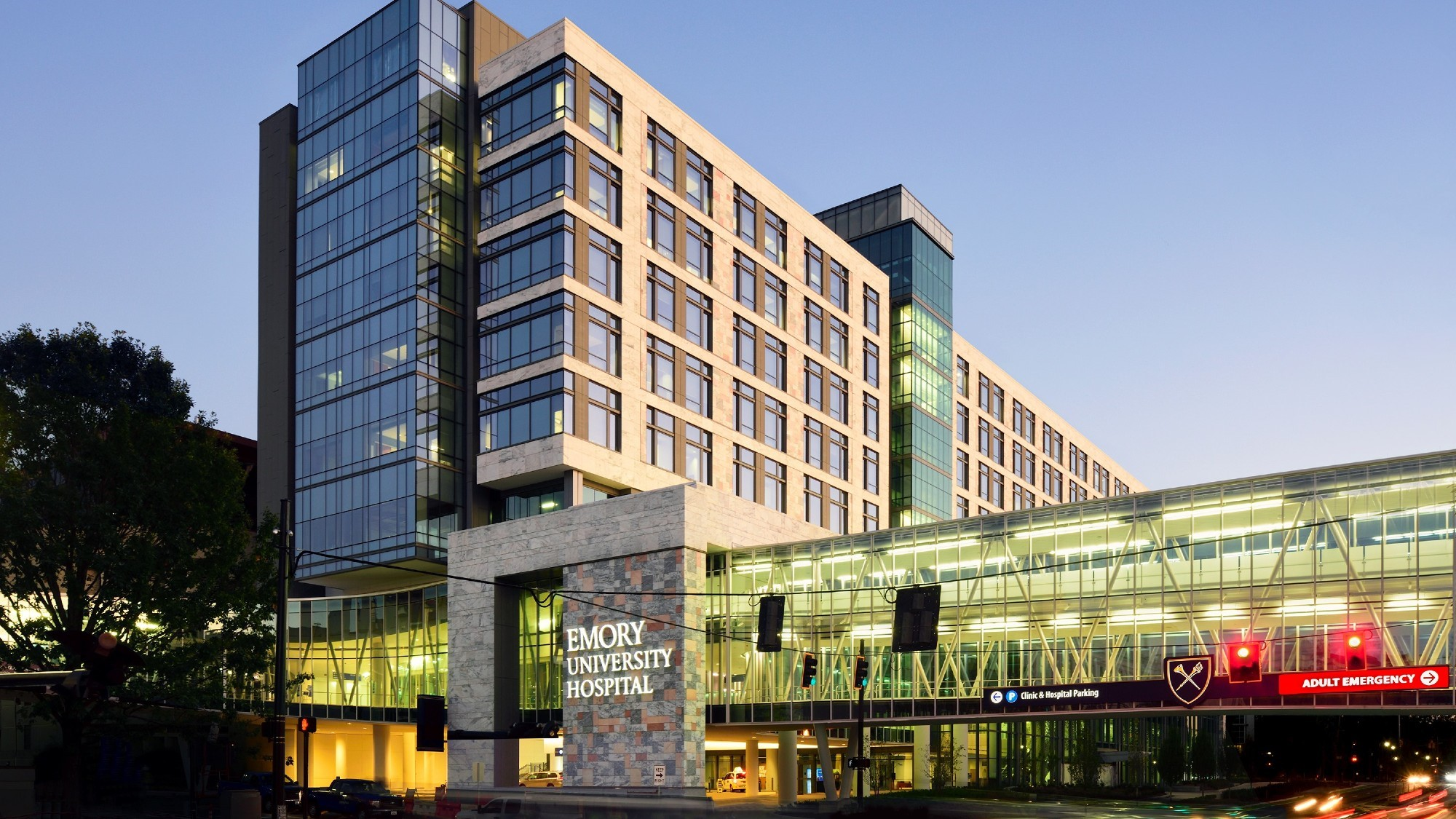
в Атланті, штат Джорджія, де в Сміт діагностували смерть мозку та протягом місяців тримали на апараті штучного дихання

Адріана Сміт, 30-річна темношкіра жінка, яка працювала медсестрою та жила в Атланті, штат Джорджія, потрапила до лікарні Нортсайд у лютому 2025 року після головного болю. На той час у неї був 9 тиждень вагітності. Після того, як Сміт дали ліки, її виписали з лікарні. Вранці її хлопець зателефонував 911 після того, як прокинувся від того, що Сміт задихалася. Після того, як її доставили до університетської лікарні Еморі, у її мозку виявили тромби і діагностували смерть мозку внаслідок цього.
В середині травня мати Сміт, Ейпріл Ньюкірк, повідомила місцевим новинним організаціям, що тіло Сміт протягом трьох місяців перебувало на апараті штучного дихання, щоб плід виріс достатньо для пологів, не даючи родині права голосу з цього питання. Ньюкірк сказала, що їй повідомили, що рішення лікарні зберегти Сміт живою було необхідним згідно із законом Джорджії про заборону абортів через виявлення серцевої діяльності плода. Згодом ситуація привернула увагу національних та міжнародних ЗМІ, а також отримала подальше розголос від груп, які підтримували та виступали проти права на аборти, деякі з яких почали збирати кошти для сім'ї.
Деталі про те, як дозволяли розвиватися плоду, лікарня не оприлюднила. Видання «The Atlanta Journal-Constitution» повідомляло, що забезпечення життєдіяльності могло бути припинене щонайраніше на початку серпня, після чого лікарі мали б провести кесарів розтин на тілі Сміт. Ньюкірк розпочала онлайн-збір коштів на GoFundMe для покриття медичних витрат з метою зібрати 250 000 доларів. До середини травня, через тиждень після старту, було зібрано 105 000 доларів.
15 червня родина Сміт відзначила її 31-й день народження на похмурій приватній церковній службі разом з групами, що борються за право на аборти. Через два дні родина оголосила про передчасне народження сина на ім'я Ченс, який важив 1 фунт 13 унцій (0,82 кг), в результаті екстреного кесаревого розтину, проведеного раніше того ж тижня. Оскільки Ченс народився приблизно на 6 місяці вагітності, Всесвітня організація охорони здоров'я класифікує його народження як «надзвичайно передчасне». Через чотири дні його матір, Адріану Сміт, відключили від апарату штучного дихання. Пізніше того ж місяця відбувся похорон.

## Реакція

### Правові та біоетичні проблеми
Пізніше у травні сенаторка штату від Демократичної партії Набіла Іслам Паркс написала генеральному прокурору штату від Республіканської партії Крістоферу Карру, назвавши обставини Сміт «нелюдськими» та просячи роз'яснень щодо того, як закон штату про аборти застосовуватиметься до справи Сміт. Офіс Карра відповів: "У Законі LIFE немає нічого, що вимагає від медичних працівників тримати жінку на апараті штучного дихання після смерті мозку. Відключення апарату штучного дихання не є дією «з метою переривання вагітності». Emory Healthcare не відповіла на юридичний висновок.
Коул Музіо з «Christian Frontline Policy Council», консервативної організації, що базується в Джорджії, погодився з твердженням генерального прокурора, що закон Джорджії про аборти не застосовується до справи Сміт. За словами Таддеуса Поупа, біоетика з юридичної школи Мітчелла Гемлайна, Джорджія не є одним з небагатьох штатів, які прямо забороняють у своїх законах припинення лікування недієздатних вагітних жінок; таким чином, продовження лікування не буде юридично обов'язковим, а його припинення не вважатиметься абортом. Біоетик з Університету Вірджинії Лоїс Шеперд також погодилася, що продовження лікування в цій ситуації, ймовірно, не є юридично обов'язковим.
Професор права Дрексельського університету Девід С. Коен зазначив, що головним занепокоєнням лікарні можуть бути законні права, надані плодам законом. Професор права Мері Зіглер з Університету Каліфорнії у Девісі також заявила, що положення про особистість плода в законі штату про аборти могло змусити систему лікарень тлумачити закон так, як це було у випадку Сміт.
Професор школи права Ратґерського університету Кімберлі Матчерсон написала, що ця справа була «неминучою» через характер законів, написаних законодавцями. За словами Зіглер, існує розрив між "…генеральним прокурором, який каже: «Немає проблем, продовжуйте», та […] лікарями та їхніми адвокатами, які читають закон і кажуть: «Ми не такі впевнені», ситуація, яка, за її словами, стала більш поширеною після скасування рішення у справі «Роу проти Вейда» у 2022 році. Директор відділення материнсько-плодової медицини Університету Джорджа Вашингтона Стівен Ральстон заявив, що «давні рамки» в медичній практиці були порушені правилами абортів та репродуктивного здоров'я. Адвокат Фарах Діас-Тельо з організації «If/When/How», що займається питаннями репродуктивного правосуддя, та адвокат Джесс Пезлі з правозахисної організації «Compassion & Choices» прокоментували ускладнення, спричинені обмеженнями на аборти.
У заяві для преси контрольована республіканцями Палата представників заявила, що закон «абсолютно не має значення» для справи Сміт, і що «будь-який натяк на протилежне є лише черговим грубим викривленням намірів цього законодавства ліберальними ЗМІ та лівими активістами».
Сенатор штату від республіканської партії Ед Сетцлер, спонсор закону, заявив, що підтримує тлумачення закону лікарнею.

### Інші реакції
Associated Press повідомило, що ця справа викликала занепокоєння щодо расової рівності у деяких активістів, багато з яких є темношкірими жінками. Моніка Сімпсон, яка очолює організацію з питань репродуктивної справедливості «SisterSong» і була головною позивачкою у позові проти LIFE Act, назвала обставини Сміт проблематичними. Організація оголосила, що збудує вівтар під назвою «Trust Black Women» як пам'ятник Сміт. Організація «Студенти за життя», яка виступає проти права на аборти, оголосила про свій намір зібрати 100 000 доларів США для пожертвування лікарні на лікування родини.
У британській газеті The Independent журналістка Зої Біті написала, що справа Сміт є «жахливим доказом того, що США живуть у „Оповіді служниці“», закликаючи до пильності у Великій Британії, де вона повідомила про посилення переслідувань за незаконні аборти.

## Подальший розвиток подій
17 червня, у день, коли Сміт відключили від апарату штучного дихання, троє представників Демократичної партії в Палаті представників — Нікема Вільямс з Джорджії, Аянна Пресслі та Сара Джейкобс — оголосили резолюцію, яка закликає штати скасувати закони, що забороняють або криміналізують аборти, та забезпечити правову ясність щодо питання індивідуальності плода. У резолюції випадок було названо «прямим наслідком кризи материнського здоров’я серед темношкірих».
Демократична представниця штату Парк Кеннон закликала до прийняття «Закону Адріани», який, за її словами, «підтверджував би, що люди зберігають право керування своїм тілом та медичними рішеннями навіть за обмежувальних режимів щодо особистості плода».

## Схожі випадки
Агентство Associated Press повідомляло про минулі випадки, подібні до обставин Сміт, серед яких: вагітна жінка з Техасу — Марліз Муньос, яку у 2014 році після смерті мозку протягом двох місяців утримували на апараті штучного дихання в лікарні Форт-Верта; і жінка з Флориди, у якої на 22 тижні вагітності було оголошено смерть мозку, а потім, згідно зі статтею лікарів, пов'язаних з Медичним коледжем Університету Флориди, за 2023 рік, народила дитину після кількох тижнів догляду. У оглядовій статті 2021 року, співавтором якої є директор з материнсько-плодової медицини Університету Томаса Джефферсона Вінченцо Бергелла, було виявлено 35 випадків, коли у минулому жінкам було оголошено смерть мозку, а згодом термін вагітності був продовжений. «З них 27 закінчилися народженням живої дитини, більшість з яких або одразу були визнані здоровими, або з нормальними результатами подальших аналізів». Але Бергелла також застеріг, що випадок у Джорджії був набагато складнішим, оскільки жінку оголосили мертвою на набагато більш ранньому терміні вагітності. У 35 випадках, які він вивчив, лікарям вдалося продовжити вагітність в середньому лише на сім тижнів, перш ніж ускладнення змусили їх втрутитися.
«Просто важко вберегти матір від інфекції, від серцевої недостатності», — сказав він.